# Тараканівал
Тараканівал (Тарекенівал) (сер. II ст. н. е.) — цар (коре) Куша.

## Життєпис

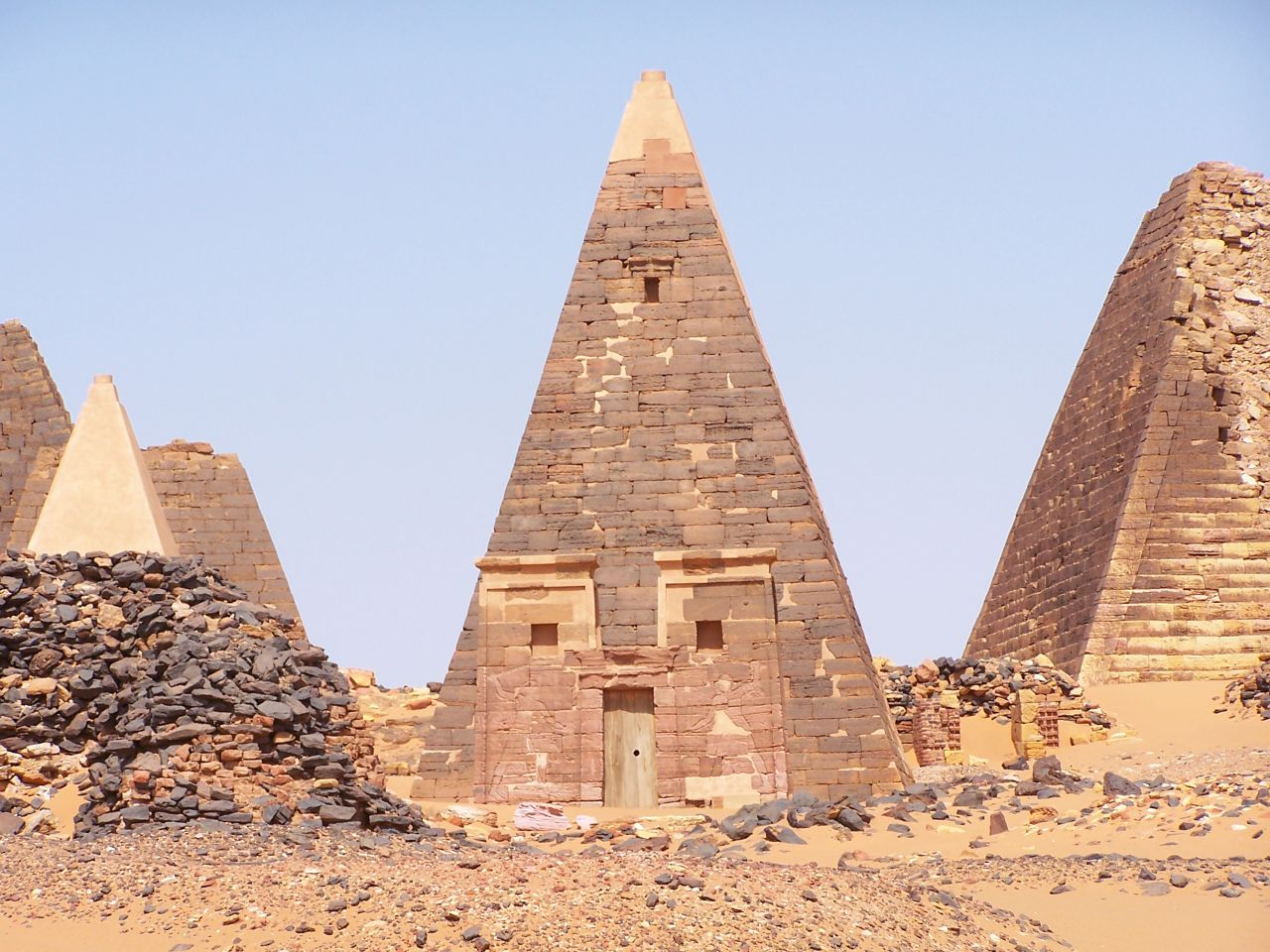
Піраміда Тараканівала

Спадкував царю Такідеамані, який ймовірно був його батьком. Відомий лише з піраміди № 19 в Мерое, де було поховано Тараканівала. Його ім'я знайдено на пілоні культової каплиці перед пірамідою, яка в наш час була відновлена. Каплиця та її оздоблення досі добре збереглися.
За дослідженням поховання вчені прийшли до висновку, що Тараканівал дія в проміж між 140 та 160 роками. Спадкував йому Арітениесебохе.